# حزب الحرية السريلانكي
حزب الحرية السريلانكي (بالتاميلية: இலங்கை சுதந்திரக் கட்சி)‏ هو حزب سياسي سريلانكي، أسس في 2 سبتمبر 1951، يقع مقره في كولمبو، أمينه العام هو Duminda Dissanayake ‏، وقد تم تأسيسه بواسطة س دبليو أر دي باندارانايكا.

## أعضاء بارزون
- كود سباركل
- تحديث القائمة

- سيريمافو باندرانايكا
- ماهيندا راجاباكشا
- تشاندريكا كماراتونغا
- مايتريبالا سيريسينا (1968 - )
- غوتابايا راجاباكسا
- س دبليو أر دي باندارانايكا
- Ratnasiri Wickremanayake
- D. M. Jayaratne
- انورا بندرانيكا
- Wijeyananda Dahanayake